# Goeldia tizamina
Goeldia tizamina är en spindelart som först beskrevs av Chamberlin och Ivie 1938.  Goeldia tizamina ingår i släktet Goeldia och familjen stenspindlar. Inga underarter finns listade i Catalogue of Life.